# Колесников, Борис Леонидович
Борис Леонидович Колесников (1898 — 27 февраля 1937) — советский металлург, директор Таганрогского металлургического завода (1932—1936), кавалер ордена Ленина.

## Биография
На Таганрогский металлургический завод Борис Леонидович Колесников пришёл в 1932 году из Наркомата тяжёлой промышленности. Под руководством Колесникова был разработан и внедрялся план технического перевооружения завода: полностью обновлено оборудование мартеновских, трубосварочных, листопрокатного и бандажного цехов. Вступили в строй трубопрокатный цех № 1 и трубосварочный цех № 2. Началось строительство Стахановского городка.
В 1936 году был репрессирован в рамках дела Степана Варданиана.
Приговорён к смертной казни и расстрелян («расстрельный список» утверждён 27 февраля 1937 года). Посмертно реабилитирован в 1990 году.